# Anomala kannegieteri
Anomala kannegieteri är en skalbaggsart som beskrevs av Ohaus 1924. Anomala kannegieteri ingår i släktet Anomala och familjen Rutelidae. Inga underarter finns listade i Catalogue of Life.